# Southern Gospel Museum and Hall of Fame
Het Southern Gospel Museum and Hall of Fame is sinds 1997 een museum in Pigeon Forge, Tennessee, in de Verenigde Staten over het muziekgenre southern gospel.

## Achtergrond
Het museum is eigendom van de Southern Gospel Music Association en is ondergebracht op het terrein van Dollywood, een themapark dat voor een belangrijk deel in eigendom is van zangeres Dolly Parton.

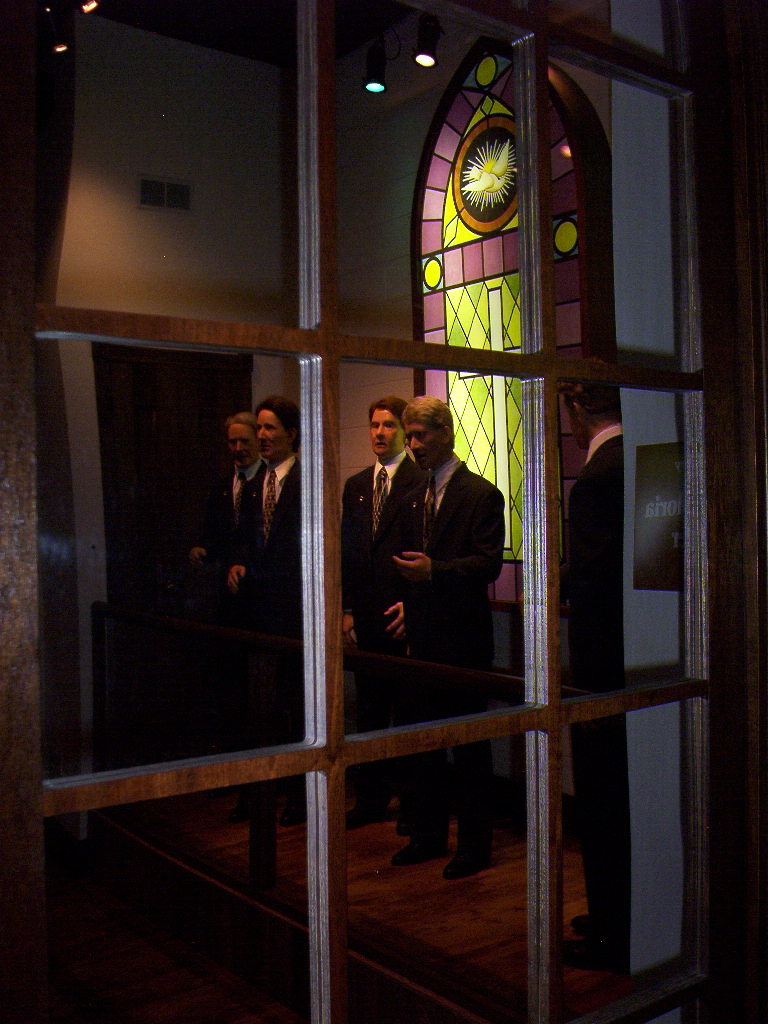
Animatronisch kwartet,
door Terrill White

### Het museum
Het museum herbergt meer dan 3.000 stukken uit deze muziekwereld, waaronder instrumenten, posters, foto's, muziek- en beeldopnames, kleding, originele manuscripten en een replica van de eerste bus waarmee de Blackwood Brothers op tournee gingen.

### Hall of Fame
In het museum is de Southern Gospel Hall of Fame opgenomen dat een eerbetoon brengt aan artiesten uit de southern gospel. Van de opgenomen artiesten worden ingegraveerde bronzen plaquettes permanent geëxposeerd.
Slechts enkele uit tientallen opgenomen artiesten zijn Albert E. Brumley (1997), Bill Gaither (1997) en George Younce (1998).